# 杜杲 (南北朝)
杜杲（？—582年），字子晖，京兆郡杜县陵（今陕西省西安市长安区）人，北魏、西魏、北周官员。

## 生平
杜杲好学有才干。早年涉经史，北魏永熙三年（534年），为奉朝请，累迁辅国将军、成州长史、汉阳郡守。北周立国后，任修城郡守，周武帝保定二年（562年），受命送陈文帝弟安成王陈顼归国。以放归陈顼为条件，向南朝陈索得黔中数州及鲁山郡。以奉使称旨，进柱国大将军、大都督。陈顼即位，天和四年（569年），再次使陈议和，陈、周休战，任司仓中大夫，进爵义兴县伯。周武帝建德初年，赴陈，约定陈、周共攻北齐。周宣帝大象元年（579年），任御正中大夫，再使陈朝。以出使功，封义兴县侯。隋开皇元年（581年），为工部尚书，次年，杜杲卒。

## 家庭

### 族叔
- 杜攢，西魏黄门侍郎兼度支尚书、卫大将军、西道行台，娶新丰公主，向朝廷推荐杜杲。

### 从孙
- 杜如晦，杜杲弟弟杜徽的孙子。